# Mélo (pièce de théâtre)
Pour les articles homonymes, voir Mélo.
Mélo est une pièce de théâtre d'Henri Bernstein, créée à Paris, au théâtre du Gymnase, le 12 mars 1929, par Gaby Morlay, Charles Boyer et Pierre Blanchar. Alain Resnais en a tiré un film en 1986.

## Résumé
Un célibataire et un couple confrontent leurs vies respectives: le premier n'a plus que les souvenirs, le second n'a plus que les compromis. Lui se voile la face quand son meilleur ami, Marcel, séduit sa femme. La tragédie couve sous ces faux-semblants... Dans chaque cas, l'échec est béant, les regrets chahutent le quotidien. Il suffit que l'héroïne cède à la tentation de rectifier son destin pour que l'apocalypse s'abatte sur les têtes du trio maudit.

## Adaptations cinématographiques
- Mélo, film français d'Alain Resnais sorti en 1986
- En 1932, la pièce de Bernstein a fait l'objet d'une première adaptation cinématographique, Mélo réalisée par Paul Czinner ; Czinner a tourné en même temps une version allemande, Der träumende Mund.
- En 1934, une adaptation italienne est tournée par Robert Land et Giorgio Simonelli sous le titre Melodramma (it), interprétée par it:Renato Cialente, it:Elsa Merlini et it:Nino Marchetti.
- En 1937, Paul Czinner réalise en Grande-Bretagne une nouvelle adaptation, sous le titre Dreaming Lips (en), interprétée par Elisabeth Bergner, Raymond Massey et Romney Brent.